# Katrin Taylor
Katrin Taylor, geborene Katrin Löbbert (* 17. Dezember 1981 in Bochum) ist eine deutsche Musicaldarstellerin und Sängerin (Sopran).

## Leben
Von 2002 bis 2003 erhielt sie eine Ausbildung an der Stella-Academy bzw. den Stage Holding Studios, die sie nach drei Semestern abschloss. In den Jahren 2000–2002 erfolgte die Teilnahme an  Musicalworkshops u. a. bei Perrin Allen. 1996–2002 erfolgte klassischer Gesangs- und Klavierunterricht bei Jennifer Morales an der Musikschule Bochum. Von 1998 bis 2002 erhielt sie Hörbildung und lernte Musiktheorie bei Parvez Mirza. Von 1988 bis 1998 bestand eine Mitgliedschaft im Bochumer Kinderchor und sie nahm teil an  Konzerten und Chorreisen nach England und Tschechien.

## Auszeichnungen
- 1997 belegte sie den 1. Preis im „Jugend Musiziert“-Regionalwettbewerb im Fach Operngesang in Herne.
- 2005 erhielt Taylor eine Auszeichnung mit dem Friedrich-Schütter-Preis für Nachwuchsschauspieler.

## Musicalgraphie
- seit Oktober 2013 „ROCKY das Musical“ im TUI Operettenhaus Hamburg als Swing und Cover Adrian
- 2013 „Villa Sonnenschein“ im Schmidt Theater Hamburg als Melanie
- 2011–2012 „Sister Act“ im TUI Operettenhaus Hamburg als Swing
- 2010–2011 „Wicked - Die Hexen von Oz“ im Metronom Theater Oberhausen als Swing und Cover G(a)linda
- 2009 „Wicked - Die Hexen von Oz“ im Palladium Theater in Stuttgart als Swing und Cover G(a)linda
- 11/2008 – 12/2008 "Der kleine Lord" im Theater am Marientor in Duisburg in der Titelrolle
- 2008 „Tanz der Vampire“ im Theater des Westens in Berlin als Sarah
- 2007 „Die Schöne und das Biest“ im Theater am Potsdamer Platz in Berlin im Ensemble, Cover Belle
- 02.2007 „Tanz der Vampire“ im Theater des Westens in Berlin als Swing und Cover Sarah
- 2006–2007 „Der kleine Horrorladen“ im Theater Vorpommern Chrystal
- 2006–2007 „Die Schöne und das Biest“ im Metronom Theater in Oberhausen im Ensemble, Cover Belle
- 2004–2006 „Tanz der Vampire“ im Theater Neue Flora in Hamburg als Cross Swing Gesang und Cover Sarah
- 2003–2004 „Tanz der Vampire“ im Theater Neue Flora in Hamburg  im Ensemble, Cover Sarah
- 2003 „Titanic“ im Theater Neue Flora in Hamburg als Kate Mullins, Cover Kate McGowan und Madeleine Astor
- 1997 „Joseph“ im Colosseum Theater in Essen